# Liste der Fahnenträger der eswatinischen Mannschaften bei Olympischen Spielen
Die Liste der Fahnenträger der eswatinischer Mannschaften bei Olympischen Spielen listet chronologisch alle Fahnenträger der Mannschaften Eswatinis (früher: Swasilands) bei den Eröffnungs- (EF) und Abschlussfeiern (AF) Olympischer Spiele auf.

## Liste der Fahnenträger
| Mannschaft             | Veranstaltung | Fahnenträger (EF)   | Fahnenträger (AF)  |
| ---------------------- | ------------- | ------------------- | ------------------ |
| 1972 in München        | Sommerspiele  | Richard Mabuza      |                    |
| 1984 in Los Angeles    | Sommerspiele  | (O) Lanford Dlamine |                    |
| 1988 in Seoul          | Sommerspiele  | Sizwe Mdluli        |                    |
| 1992 in Albertville    | Winterspiele  | Keith Fraser        |                    |
| 1992 in Barcelona      | Sommerspiele  |                     |                    |
| 1996 in Atlanta        | Sommerspiele  | Daniel Sibandze     |                    |
| 2000 in Sydney         | Sommerspiele  | Musa Simelane       |                    |
| 2004 in Athen          | Sommerspiele  | Gcinile Moyane      | Menzi Dlamini      |
| 2008 in Peking         | Sommerspiele  | Temalangeni Dlamini | Luke Hall          |
| 2012 in London         | Sommerspiele  | Luke Hall           | Sibusiso Matsenjwa |
| 2016 in Rio de Janeiro | Sommerspiele  | Sibusiso Matsenjwa  | Phumlile Ndzinisa  |
| 2020 in Tokio          | Sommerspiele  | Robyn Young         | Sibusiso Matsenjwa |
| 2020 in Tokio          | Sommerspiele  | Thabiso Dlamini     | Sibusiso Matsenjwa |
| 2024 in Paris          | Sommerspiele  | Hayley Hoy          | Sibusiso Matsenjwa |
| 2024 in Paris          | Sommerspiele  | Chadd Ning          | Sibusiso Matsenjwa |

Anmerkung: (EF) = Eröffnungsfeier, (AF) = Abschlussfeier, (O) = Offizieller

## Statistik
| Rang    | Sportart       | EF | AF | ∑  |
| ------- | -------------- | -- | -- | -- |
| 1       | Leichtathletik | 6  | 5  | 11 |
| 2       | Schwimmen      | 4  | 1  | 5  |
| 3       | Boxen          | 2  | 0  | 2  |
| 3       | Offizieller    | 1  | 0  | 1  |
| Gesamt: | Gesamt:        | 13 | 6  | 19 |

| Rang    | Sportart  | EF | AF | ∑ |
| ------- | --------- | -- | -- | - |
| 1       | Ski Alpin | 1  | 0  | 1 |
| Gesamt: | Gesamt:   | 1  | 0  | 1 |

| Rang    | Sportart       | EF | AF | ∑  |
| ------- | -------------- | -- | -- | -- |
| 1       | Leichtathletik | 6  | 5  | 11 |
| 2       | Schwimmen      | 4  | 1  | 5  |
| 3       | Boxen          | 2  | 0  | 2  |
| 3       | Ski Alpin      | 1  | 0  | 1  |
| 3       | Offizieller    | 1  | 0  | 1  |
| Gesamt: | Gesamt:        | 14 | 6  | 20 |